# Quiz Scramble Special
Quiz Scramble Special est un jeu vidéo jeu de quiz sorti en 1992 et fonctionne sur Mega-CD.